# Wake Up and Smell the... Carcass
Wake Up and Smell the... Carcass es un álbum compilatorio de la banda Carcass, y también el nombre de un video/DVD compilatorio de canciones de la banda. La portada es una foto de la autopsia de John F. Kennedy.

## Lista de canciones
Todas las letras escritas por Jeffrey Walker, excepto donde se indica lo contrario, toda la música compuesta por Bill Steer, excepto donde se indica lo contrario. 
| CD  |                                                                                 |                           |          |  |
| N.º | Título                                                                          | Tomada de                 | Duración |  |
| 1.  | «Edge of Darkness» (Canción no lanzada)                                         | Swansong sesiones         | 6:08     |  |
| 2.  | «Emotional Flatline» (Canción no lanzada)                                       | Swansong sessions         | 4:15     |  |
| 3.  | «Ever Increasing Circles» (Canción no lanzada, música por Steer, Carlo Regadas) | Swansong sessions         | 4:05     |  |
| 4.  | «Blood Spattered Banner» (Canción no lanzada)                                   | Swansong sessions         | 4:41     |  |
| 5.  | «I Told You So (Corporate Rock Really Does Suck)» (Canción no lanzada)          | Swansong sessions         | 3:50     |  |
| 6.  | «Buried Dreams» (Versión no lanzada)                                            | Radio 1 Rock Show session | 4:05     |  |
| 7.  | «No Love Lost» (Versión no lanzada, música de inicio por Ken Owen)              | Radio 1 Rock Show session | 4:51     |  |
| 8.  | «Rot 'n' Roll» (Versión no lanzada)                                             | Radio 1 Rock Show session | 3:44     |  |
| 9.  | «Edge of Darkness» (Versión no lanzada)                                         | Radio 1 Rock Show session | 5:48     |  |
| 10. | «This is Your Life»                                                             | The Heartwork EP          | 4:08     |  |
| 11. | «Rot 'n' Roll»                                                                  | The Heartwork EP          | 3:49     |  |
| 12. | «Tools of the Trade» (Música por Steer, Michael Amott)                          | Tools of the Trade        | 3:05     |  |
| 13. | «Pyosisified (Still Rotten to the Gore)» (Letras y música por Walker, Steer)    | Tools of the Trade        | 3:09     |  |
| 14. | «Hepatic Tissue Fermentation II»                                                | Tools of the Trade        | 6:38     |  |
| 15. | «Genital Grinder II»                                                            | Pathological compilation  | 3:00     |  |
| 16. | «Hepatic Tissue Fermentation» (Música por Owen, Walker, Steer)                  | Pathological compilation  | 6:11     |  |
| 17. | «Exhume to Consume» (Música por Owen)                                           | Grindcrusher compilation  | 4:18     |  |

| DVD |                                                 |          |  |
| N.º | Título                                          | Duración |  |
| 1.  | «Heartwork»                                     |          |  |
| 2.  | «Corporeal Jigsore Quandary»                    |          |  |
| 3.  | «Keep on Rotting in the Free World»             |          |  |
| 4.  | «Incarnated Solvent Abuse»                      |          |  |
| 5.  | «No Love Lost»                                  |          |  |
| 6.  | «Inpropagation»                                 |          |  |
| 7.  | «Corporeal Jigsore Quandary»                    |          |  |
| 8.  | «Reek of Putrefaction»                          |          |  |
| 9.  | «Pedigree Butchery»                             |          |  |
| 10. | «Incarnated Solvent Abuse»                      |          |  |
| 11. | «Carneous Cacoffiny»                            |          |  |
| 12. | «Lavaging Expectorate of Lysergide Composition» |          |  |
| 13. | «Exhume to Consume»                             |          |  |
| 14. | «Tools of the Trade»                            |          |  |
| 15. | «Ruptured in Purulence»                         |          |  |
| 16. | «Genital Grinder II»                            |          |  |
| 17. | «Exhume to Consume»                             |          |  |
| 18. | «Excoriating Abdominal Emanation»               |          |  |
| 19. | «Ruptured in Purulence»                         |          |  |
| 20. | «Empathological Necroticism»                    |          |  |
| 21. | «Embryonic Necropsy and Devourment»             |          |  |
| 22. | «Reek of Putrefaction»                          |          |  |

Canciones 1-5 son los videos promocionales de la banda, 6-15 fueron grabadas en vivo en 1992 durante la gira "Gods of Grind", y 16-22 fueron grabadas en 1989 en la gira "Grindcrusher Tour".

## Personal

### Carcass
- Ken Owen – batería, coros (12, 14–17)
- Bill Steer – guitarra, voz (12–14, 16–17)
- Jeffrey Walker – bajo, voz, compilación
- Michael Amott – guitarra principal (12–13)
- Carlo Regadas – guitarra principal (1–9)

### Personal técnico
- Colin Richardson – producción (1–5, 12–14), mezclado (10–11)
- Stephen Harris – ingeniería (1–5)
- Nick Brine – asistente de ingeniería (1–5)
- Barney Herbert – asistente de ingeniería (1–5)
- Jim Brumby – asistente de ingeniería (1–5)
- Tony Wilson – producción (6–9)
- Ted De Bono – ingeniería (6–9)
- Ken Nelson – ingeniería (10–11)
- Andrea Wright – asistente de ingeniería (10–11)
- Keith Hartley – ingeniería (12–16)
- Ian McFarlane – asistente de ingeniería (12–14)
- Keith Andrews – ingeniería (17)
- Digby Pearson – producción ejecutiva
- Mitch Dickinson – compilación
- Noel Summerville – mastering
- Antz White – dirección artística, diseño, manipulación digital
- Dan Tobin – notas